# Rocafort de Queralt
Rocafort de Queralt är en kommun i Spanien.   Den ligger i provinsen Província de Tarragona och regionen Katalonien, i den östra delen av landet, 400 km öster om huvudstaden Madrid. Antalet invånare är 268. Arean är 8,5 kvadratkilometer. Rocafort de Queralt gränsar till Conesa, Sarral och Forès. 
Terrängen i Rocafort de Queralt är huvudsakligen platt, men norrut är den kuperad.